# MTV Africa Music Awards 2014
Die MTV Africa Music Awards 2014 wurden am 7. Juni 2014 im Durban International Convention Centre (ICC Arena) verliehen. Die Verleihung wurde in Afrika auf MTV Base und MTV ausgestrahlt. Sponsoren waren KwaZulu-Natal, Absolut und die Stadt Durban. Moderator war der Komiker und Schauspieler Marlon Wayans. Bei der Verleihung traten unter anderem Miguel, Trey Songz, Flavour N’abania, French Montana, Tiwa Savage, Davido, Mafikizolo, Uhuru, Oskido, Diamond Platnumz, Phyno, Yuri Da Cunha, Sauti Sol, Sarkodie, Ice Prince, The Arrows, Khuli Chana, Dr SID, Fally Ipupa, Michael Lowman, Don Jazzy, DJ Clock, Beatenberg, DJ Kent, Big Nuz, Toofan, D’Banj, DJ Vigi, DJ Tira, DJ Buckz und Burna Boy. Am 27. Mai 2014 wurden die Nominierten für den MTV Base Leadership Award bekanntgegeben. Am 18. Mai wurden Drake, Beyoncé, Rihanna, Pharrell Williams und Miley Cyrus von MTV Base als nominierte Künstler für die Best International Act verkündet. Davido und Mafikizolo wurden je vier Mal nominiert. Mi Casa und P-Square erhielten drei Nominierungen. Diamond Platnumz und Wizkid wurden drei Mal nominiert.
Marlon Wayans trug eine perlenbesetzte Rikscha und wurde von den Zuschauern bejubelt. Während der Veranstaltung trat er als amerikanischer Journalist auf, der afrikanische Musiker während Interviews diskriminierte. Diese Form der Satire wurde nicht von allen bejubelt und von vielen Zuschauern als ignorant empfunden. Mafikizolo gewann zwei MAMAs und trat mit dem Song Khona zusammen mit Flavour N’abania, Sauti Sol und Fally Ipupa auf. Davido erhielt die beiden Awards als Artist of the Year und Best Male. Tiwa Savage gewann den Best Female Ward gegen Efya, Chidinma, Arielle T und DJ C’ndo. Die Soulsängerin Simphiwe Dana erinnerte an Nelson Mandela mit Hilfe eines Zeitleisten-Videos von Rasty. Angesprochen wurde außerdem die Massenentführung nigerianischer Schülerinnen 2014. Ladysmith Black Mambazotrat mit Acappello und Y-tjukutja auf. Lupita Nyong’o gewann den Award für Personality of the Year. Sie war zwar nicht vor Ort, bedankte sich allerdings per Videobotschaft. Als Gäste waren außerdem Khloé Kardashian, D’Banj, Nomzamo Mbatha, Goldfish, DJ Fresh, John Vlismas, Kajal Bagwandeen, Emmanuel Adebayor, Wema Sepetu, Minnie Dlamini, Sizwe Dhlomo, Dorcas Shola Fapson, DJ C’ndo, Efya und Riaad Moosa erschienen.
BET International strahlte die Sendung am 12. Juni aus. Eine internationale Ausstrahlung fand im Sommer statt.

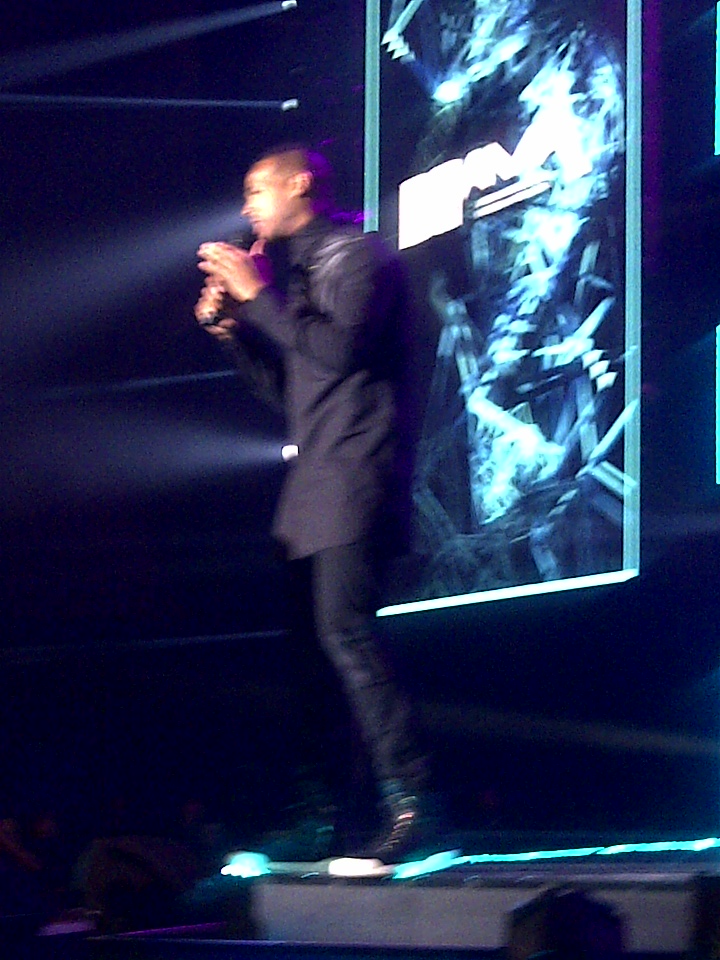
Marlon Wayans hosting the MTV Africa Music Awards 2014

## Nominierte und Gewinner
Die Verkündung der Nominierungen fand a, 16. April 2014 in The Sands in Johannesburg statt. Die Nominierungen wurden von Nomuzi Mabena, Sizwe Dhlomo, Alex Okosi, Tim Horwood und Shirley Mabiletja verkündet.

### Best Male
Davido
- Anselmo Ralph
- Diamond
- Donald
- Wizkid

### Best Female
Tiwa Savage
- Arielle T
- Chidinma
- DJ C’ndo
- Efya

### Best Group
- Mafikizolo
- Big Nuz
- Mi Casa
- P-Square
- Sauti Sol

### Best Video
Clarence Peters

### Best New Act
Stanley Enow
- Burna Boy
- Heavy K
- Phyno
- Uhuru

### Best Live Act
Flavour
- 2face Idibia
- Fally Ipupa
- Dr Malinga
- Zakes Bantwini

### Best Collaboration
Uhuru (featuring DJ Buckz, Oskido, Professor, Yuri Da Cunha) – Y-tjukutja 
- Amani (featuring Radio and Weasel) – Kiboko Changu
- Diamond (featuring Davido) – Number One (Remix)
- Mafikizolo (featuring May D) – Happiness
- R2bees (featuring Wizkid) – Slow Down

### Artist of the Year
Davido
- Mafikizolo
- Mi Casa
- P-Square
- Uhuru

### Song of the Year
Mafikizolo (featuring Uhuru) – Khona 
- Davido – Skelewu
- DJ Clock (featuring Beatenberg) – Pluto (Remember Me)
- DJ Ganyani (featuring FB) – Xigubu
- DJ Kent (featuring The Arrows) – Spin My World Around
- Dr SID (featuring Don Jazzy) – Surulere
- KCee – Limpopo
- Mi Casa – Jika
- P-Square – Personally
- Yuri Da Cunha – Atchu Tchu Tcha

### Best Hip Hop
Sarkodie
- AKA
- Ice Prince
- Khuli Chana
- Olamide

### Best Pop
Goldfish
- Danny K
- Fuse ODG
- LCNVL
- Mathew Mole

### Best Alternative
Gangs of Ballet
- Michael Lowman
- Nakhane Toure
- The Parlotones
- Shortstraw

### Best Francophone
Toofan
- Arielle T
- Espoir 2000
- Ferre Gola
- Youssoupha

### Best Lusophone
Anselmo Ralph
- JD
- Lizha James
- Nelson Freitas
- Yuri Da Cunha

### Best International Act
Pharrell Williams
- Drake
- Beyoncé
- Rihanna
- Miley Cyrus

### Personality of the Year
Lupita Nyong’o
- Chimamanda Ngozi Adichie
- Omotola Jalade Ekeinde
- Trevor Noah
- Yaya Touré

### Transform Today by Absolut
Clarence Peters
- Anisa Mpungwe
- Leti Arts
- Joseph Livingstone(Jkl)
- Rasty

### MTV Base Leadership Award
Ashish J. Thakkar
- Humphrey Nabimanya
- Ludwick Marishane
- Dr Sandile Kubheka
- Toyosi Akerele

## Liveauftritte (Auswahl)

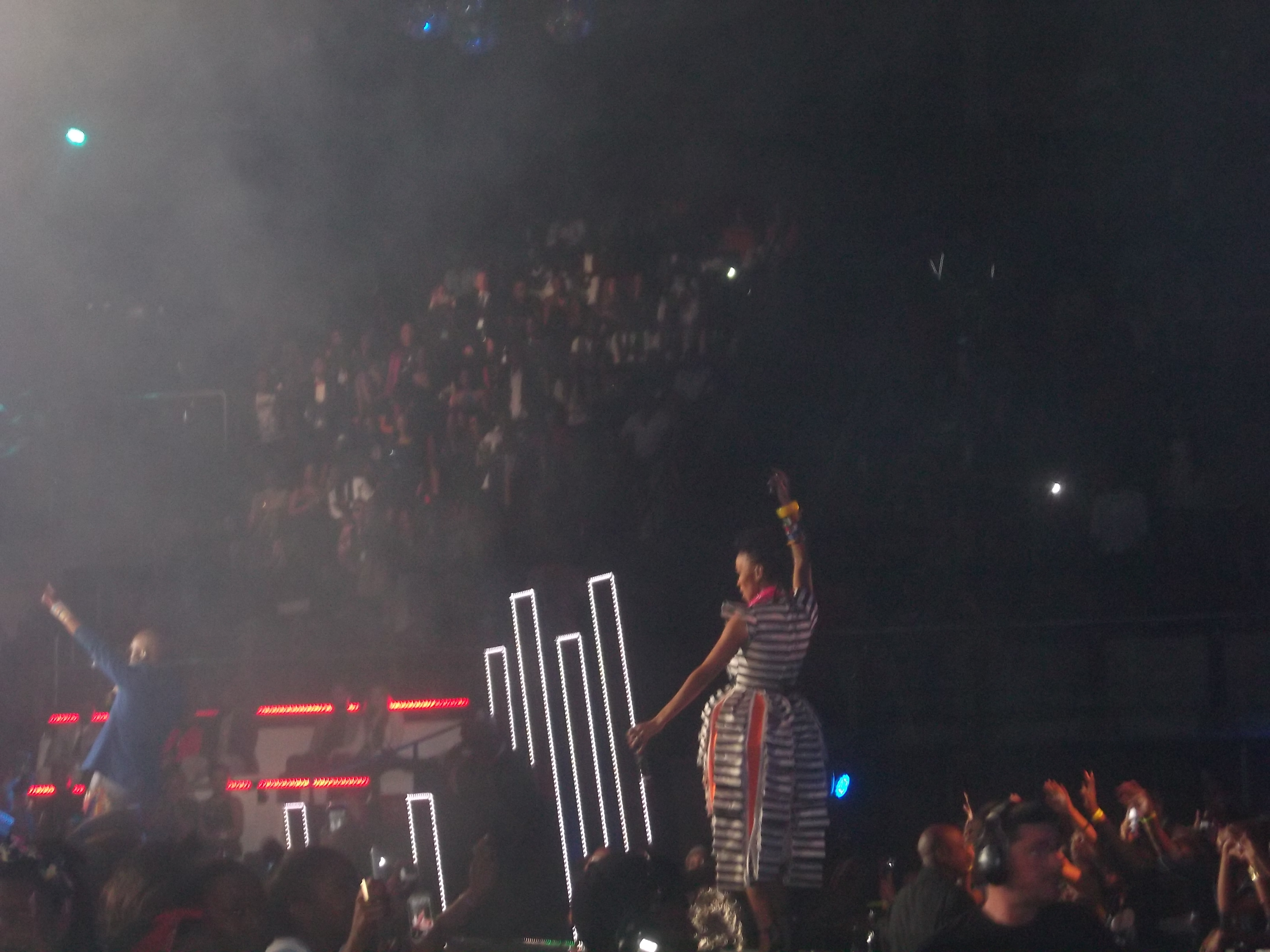
Mafikizolo mit Khona.

- Miguel: How Many Drinks? (feat. Sarkodie)/Adorn
- French Montana: Freaks/Pop That/Ain’t Worried About Nothin’
- Trey Songz: Na Na/Bottoms Up
- Tiwa Savage, Don Jazzy, Dr SID, Phyno: Surulere (Remix)
- Davido: Number One (Remix) (feat. Diamond Platnumz)/Skelewu
- Mafikizolo, Flavour N’abania, Sauti Sol & Fally Ipupa: Khona
- Simphiwe Dana: Acapella (Acoustic version)
- Ladysmith Black Mambazo: Acappello/Y-tjukutja/Oliver Twist
- Uhuru, Oskido, Professor, Yuri Da Cunha, DJ Buckz, Yuri Da Cunha: Y-tjukutja
- DJ Kent & The Arrows: Spin My World Around
- DJ Clock & Beatenberg: Pluto (Remember Me)